# Дюкло, Пьер Эмиль
Пьер Эмиль Дюкло (фр. Emile Duclaux, 1840 — 1904) — французский физик, химик и биолог.

## Научная деятельность
В 1862 году окончил Высшую нормальную школу, после чего был принят Пастером в его лабораторию препаратором. В 1885 году получил кафедру в Сорбонне и в Пастеровском институте, где начал издание «Annales de l’lnstitut Pasteur».
В ранних работах Дюкло, так же, как и Пастер, изучал «зарождение организованных телец в атмосфере», «поглощение аммиака и образование летучих кислот при алкогольном брожении» и т. д. Им был предложен способ дозировки летучих кислот методом фракционной перегонки. Также он изучал явление поверхностного натяжения и применение его к дозировке летучих кислот. Позже Дюкло изучил явления осмоса и движения жидкостей в капиллярах. Результаты этих работ были опубликованы в монографии «Элементарный трактат о капиллярности».

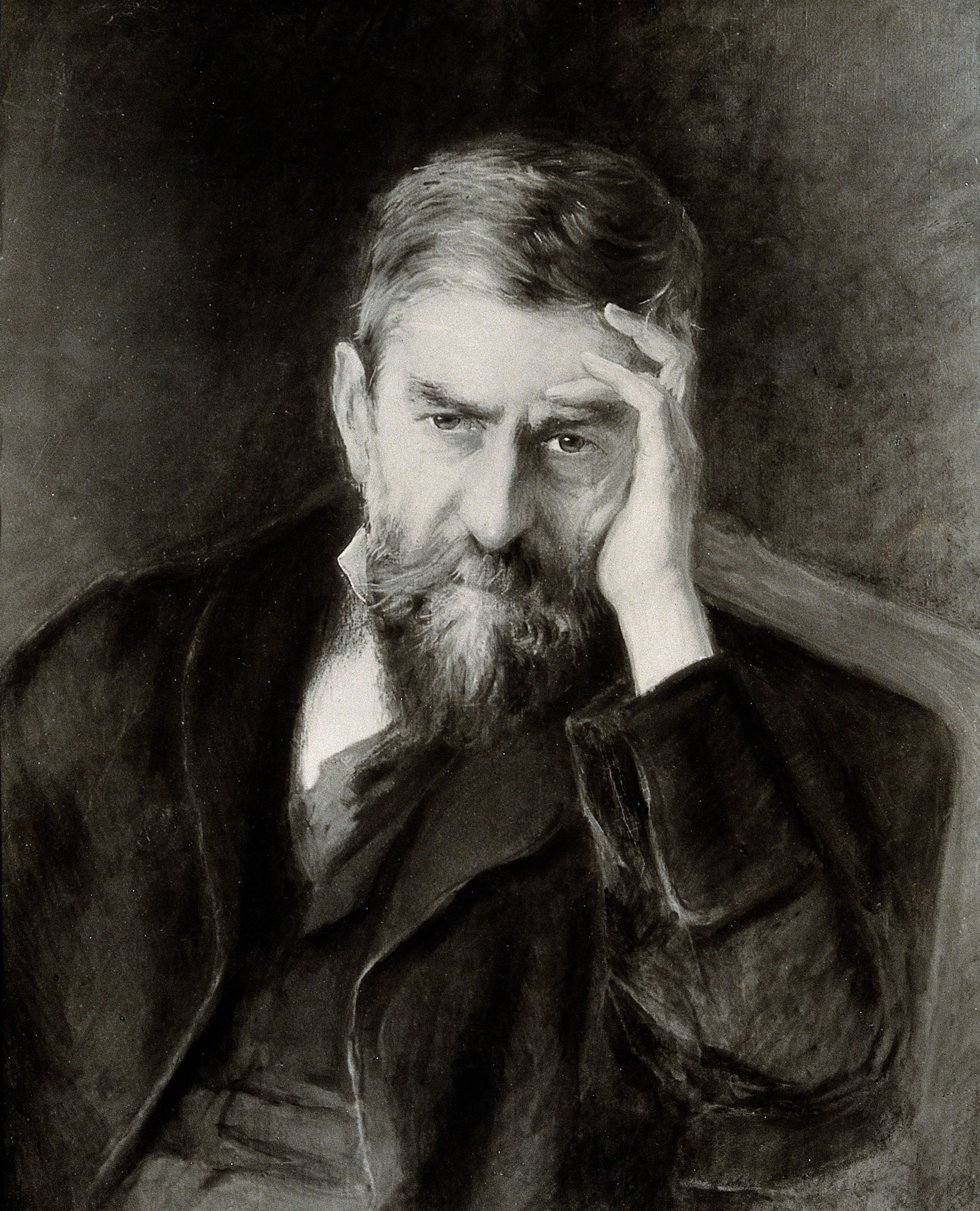
Пьер Эмиль Дюкло

После смерти Пастера в 1895 году Дюкло стал директором института. Область его научных интересов касалась физики, химии, микробиологии, метеорологии, математики, медицины, общей гигиены, социальной гигиены и других областей. Совокупность его работ представляет собой применение точных наук к области биологии и гигиены.
В 1902 году он женился на английской писательнице, поэтессе, переводчике и литературном критике Агнес Мэри Фрэнсис Робинсон.
Одной из основных работ Дюкло было изучение химического состава молока и форм молочного брожения, он является основателем научной постановки молочного дела. Им было строго установлено действие сычужного фермента на состав и образование сыров. Свои работы о микробах Дюкло издал в виде четырёхтомной «Микробиологии». Также Дюкло создал значительный труд «Курс физики и метеорологии», который он читал в Агрономическом институте.
Помимо научных работ перу Дюкло принадлежит одна из лучших биографий Пастера и полное руководство по социальной гигиене. Всего Дюкло опубликовал более 220 научных работ.

## Общественная деятельность
Вместе с Эмилем Золя Дюкло выступал в качестве защитника в деле Дрейфуса и был одним из первых вице-президентов Лиги прав человека и гражданина.